# Drie valli van Sicilië

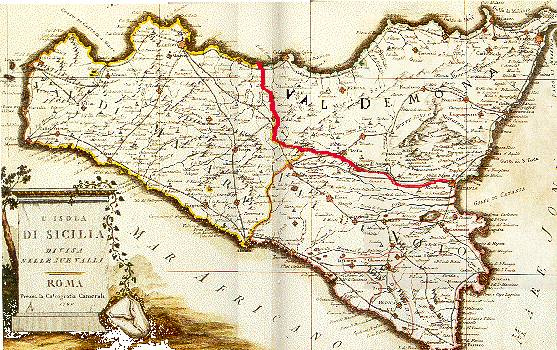
Historische kaart van Sicilië met daarop de drie provincies of "valli".

Tijdens de islamitische heerschappij op Sicilië was het eiland verdeeld in drie verschillende bestuurlijke regio's: de Val di Noto in het zuidoosten, de Val Demone in het noordoosten en de Val di Mazara in het westen. Elke zone heeft een duidelijk andere landbouw en topografie en ze kwamen samen in de buurt van Enna (Castrogiovanni).
Er zijn veel Arabisch-afgeleide namen in de Val di Mazara (en meer christenen bekeerden zich tot de islam uit deze regio), zijn meer gemengd in de Val di Noto, terwijl christelijke (vooral Griekse) identiteiten het sterkst overleefden in de Val Demone (met de minst Arabisch-afgeleide namen), dat als laatste in handen van de moslims viel, waar christelijke vluchtelingen uit andere delen van Sicilië zich hadden verzameld, en dat bovendien in contact bleef met Byzantijns Zuid-Italië. Zelfs in het Sicilië van de 21e eeuw worden verschillen tussen het oosten en westen van het eiland door de lokale bevolking vaak verklaard als zijnde te wijten aan respectievelijk de Griekse en Arabische afkomst van de bevolking. Latere christelijke Lombardische nederzettingen zouden de resterende moslims van Sicilië in tweeën splitsen, waardoor de Val di Mazara en de Val di Noto werden gescheiden.
Zelfs na de islamitische heerschappij werd het systeem van drie valli voortgezet tot 1817, toen Sicilië in zeven provincies werd verdeeld. Van de 16-17e eeuw groeide de bevolking van Val di Noto het langzaamst van de drie valli, waarbij Val di Mazara het snelst groeide.
De drie valli worden vertegenwoordigd door het driepotige Trinacria-symbool, dat voorkomt op de vlag van Sicilië.

## Etymologie
Over het algemeen is de term val of vallo (meervoud: valli) terug te voeren op Siciliaans-Arabisch: وَلاية, geromaniseerd: wālāya (gebaseerd op Arabisch: وَلِيّ, geromaniseerd: wālī), met de administratieve betekenis van provincie.